# USS Riddle (DE-185)
USS Riddle (DE-185) – niszczyciel eskortowy typu Cannon. Pełnił służbę w latach 1943-46 jako okręt United States Navy oraz jako okręt Marine Nationale w latach 1950-65.

## Budowa
Stępkę pod DE-185 położono 29 lipca 1943 roku w stoczni Federal Shipbuilding and Drydock Company w Newark. Został zwodowany 17 października 1943 roku, matką chrzestną była Anna B. Riddle. Okręt nosił imię „Riddle” na cześć Josepha Riddle’a odznaczonego pośmiertnie Zaszczytnym Krzyżem Lotniczym za zbombardowanie japońskiego niszczyciela. Wszedł do służby 17 listopada 1943 roku, jego pierwszym dowódcą był komandor porucznik Roland H. Cramer z USNR.

## Służba

### Wyspy Marshalla i Mariany
Po testach na Bermudach USS „Riddle” otrzymał rozkaz udania się przez Kanał Panamski do Pearl Harbor, gdzie dotarł 1 lutego 1944 roku. Jako eskorta, dołączył 10 lutego do jednostki operacyjnej TU 16.11.6 zmierzającej do archipelagu Wysp Marshalla. Stąd rozpoczął patrol przeciwpodwodny między atolami Kwajalein i Majuro. Do Pearl Harbor powrócił 15 marca, po zdobyciu i zabezpieczeniu archipelagu. 
Kolejnym zadaniem była służba eskortowa na trasie między atolem Majuro i wyspą Manus w archipelagu Wysp Admiralicji, gdzie walki trwały do maja 1944 roku.

### Walka z I-10
W czerwcu okręt był aktywny w rejonie archipelagów Marshalla i Marianów. Na początku lipca osłaniał grupę operacyjną TG 50.17. Gdy 4 lipca o 17:02 lotniskowiec eskortowy USS „Breton” wraz z sześcioma tankowcami uzupełniał paliwo w odległości 65 mil od Saipanu, oficer nasłuchujący złapał namiar na znajdujący się w odległości ok. 1,74 kilometra okręt podwodny. Niszczyciel rzucił 5 bomb głębinowych, które jednak nie zdołały uszkodzić okrętu nieprzyjaciela, po wojnie zidentyfikowanego jako I-10. Po 18 minutach I-10 został ponownie namierzony, tym razem w odległości 1,14 kilometra. USS „Riddle” trzykrotnie zaatakował przeciwnika pociskami Hedgehog, okręt podwodny zdołał ich jednak ponownie uniknąć i kontynuował zmierzanie w stronę konwoju. O 18:20 „Riddle” wykonał kolejny, nieskuteczny atak przy użyciu bomb głębinowych. Gdy o 18:28 kmdr por. Cramer wydawał polecenia dotyczące kolejnej próby ataku rozległ się huk wybuchu. I-10 został najprawdopodobniej trafiony przez drugi z niszczycieli eskortujących grupę - USS „David W. Taylor” (DD-551). „Riddle” kontynuował służbę eskortową do 1 września, kiedy to powrócił do bazy na wyspie Manus.

### Filipiny i Iwo Jima
Niszczyciel rozpoczął kolejną misję 4 października 1944 roku. Osłaniał on grupę operacyjną TU 28.8.16, w skład której wchodził lotniskowiec i tankowce, wyruszającą z kotwicowiska w Zatoce Seeadlera w celu wzięcia udziału w inwazji na Filipiny. Po powrocie do Manus „Riddle” operował w rejonie Wysp Admiralicji i zachodnich Karolin. Pod koniec patrolu, 14 stycznia 1945 roku, przybył do Zatoki Leyte, po czym powrócił na Mariany do dalszej służby eskortowej. 
W lutym 1945 roku „Riddle” operował w rejonie Iwo Jimy, gdzie przeprowadzał patrole przeciwko wrogim okrętom podwodnym i samolotom. Następnie wyruszył na Saipan, gdzie dotarł 5 marca, zaś stamtąd, wraz z USS „Hyman”, udał się do Zatoki San Pedro na Filipnach.

### Okinawa
„Riddle” został przydzielony jako eskorta do jednostki operacyjnej TU 51.7.1 i 18 marca wyruszył z nią w kierunku Okinawy do archipelagu Kerama. Po przybyciu 26 marca 1945 roku niszczyciel operował w rejonie archipelagu. Tam też 12 kwietnia został zaatakowany przez dwa samoloty kamikaze. Jeden z samolotów został zestrzelony i spadł do wody omijając okręt, drugi jednak uderzył w niego zabijając jednego członka załogi i powodując uszkodzenia. 
Po pozostawieniu rannych na wyspie i szybkiej naprawie „Riddle” wyruszył 16 kwietnia w kolejną misję eskortową na Saipan, skąd powrócił w rejon Okinawy 1 maja. Po trwających półtora miesiąca patrolach i eskortach, 15 czerwca okręt udał się do Zatoki Leyte, gdzie dotarł po trzech dniach. W dniach 2-4 lipca uczestniczył w ćwiczeniach artyleryjskich z USS „Salt Lake City”. Zaraz potem, 5 lipca wyruszył jako eskorta lotniskowca USS „Shamrock Bay” na trasie do wyspy Guam i Hawai, gdzie dotarł 19 czerwca. 

### Po wojnie
Ostatnie miesiące wojny „Riddle” spędził w dokach San Pedro, gdzie przechodził generalny remont. Między 13 a 29 lipca okręt przemieszczał się do Norfolk, poprzez Kanał Panamski. Został wycofany ze służby 8 lipca 1946 roku. W ramach Military Assistance Program został 12 sierpnia 1950 roku przekazany Francji i 26 września skreślony z listy okrętów US Navy. Niszczyciel służył w Marine Nationale jako „Kabyle” do 1965 roku.

## Odznaczenia
USS „Riddle” otrzymał 12 battle star za służbę w czasie II wojny światowej.